# Karla Jiménez
Karla Verónica Jiménez Amezcua (née le 15 décembre 1982 à  Puebla, Puebla) est une modèle mexicaine, première dauphine du concours de beauté Nuestra Belleza México (Miss Mexique) le 2 septembre 2005. Elle représenta son pays lors de Miss Monde 2006, finissant dans le Top 17 des demi-finalistes.